# Canton du Mans-Sud-Est
Le canton du Mans-Sud-Est est une ancienne division administrative française située dans le département de la Sarthe et la région Pays de la Loire.

## Géographie
Ce canton était organisé autour du Mans dans l'arrondissement du Mans.
Canton urbain au sud de l'agglomération mancelle. Il comportait des cités ouvrières de l'entre-deux-guerres (cité des Pins), le cœur historique de l'ancien village de Pontlieue, des zones d'habitats collectifs datant des années 1960 (Ronceray-Glonnières) ou des opérations d'urbanisme plus récentes (Vauguyon-les Sources). Le sud du canton était marqué par une zone verte au sein de laquelle se trouvent le circuit des 24 Heures du Mans et la commune de Ruaudin.

## Histoire
Canton créé en 1982. Le conseiller général élu en 1982, Robert Jarry, était antérieurement conseiller général de l'ancien canton du Mans-Sud depuis 1967.

## Représentation
| Période | Période | Identité                       | Étiquette    | Qualité |
| ------- | ------- | ------------------------------ | ------------ | --- |
| 1982    | 1992    | Robert Jarry                   | PCF puis DVG | Ouvrier du bâtiment puis permanent politique, maire du Mans |
| 1992    | 1998    | Jeanine Haudebourg (1935-2018) | DVG-MGP      | Sténodactylographe-secrétaire à la Mutuelle générale française Accident devenue Mutuelles du Mans Assurances, première adjointe au maire du Mans (1989-2001), conseillère régionale (1989-1992) |
| 1998    | 2015    | Christophe Counil              | PS           | Professeur d'histoire-géographie au lycée Yourcenar (Le Mans), élu en 2015 dans le canton du Mans-6                                                                                             |

Le canton participe à l'élection du député de la deuxième circonscription de la Sarthe.
Robert Jarry a été nommé conseiller général honoraire du canton par arrêté préfectoral du 7 janvier 2003.

### Ancien canton du Mans-Sud (1967 à 1982)
| Période | Période | Identité     | Étiquette | Qualité                                                                 |
| ------- | ------- | ------------ | --------- | ----------------------------------------------------------------------- |
| 1967    | 1982    | Robert Jarry | PCF       | Ouvrier du bâtiment puis permanent politique, maire du Mans (1977-2001) |

## Composition
Le canton du Mans-Sud comptait 23 360 habitants en 2012 (population municipale) et regroupait deux communes dont une partie du Mans :
- Le Mans (fraction) ;
- Ruaudin.

À la suite du redécoupage des cantons pour 2015, la commune de Ruaudin est rattachée au canton d'Écommoy et la fraction du Mans de ce canton est pour sa plus grande partie attribuée au canton du Mans-6. Les petites parties situées au nord-ouest des boulevards Jean-Moulin et Clemenceau et au nord des rues Raymond-Persigan et Jean-Bart sont attribuées au canton du Mans-5.
L'ancienne commune de Pont-Lieue, absorbée en 1855 par Le Mans, est en grande partie comprise dans le canton du Mans-Sud-Est. Celui-ci n'inclut aucune autre commune supprimée depuis la création des communes sous la Révolution,.

## Démographie
| 1968 | 1975 | 1982 | 1990   | 1999   | 2006   | 2011   | 2012   |
| ---- | ---- | ---- | ------ | ------ | ------ | ------ | ------ |
| -    | -    | -    | 26 986 | 25 371 | 25 010 | 23 550 | 23 360 |